# Modern Physics and Ancient Faith
Modern Physics and Ancient Faith (2003) é um livro de Stephen M. Barr, físico da Universidade de Delaware  e colaborador frequente de First Things. Este livro é "um ataque prolongado" ao que Barr chama de materialismo científico. A National Review diz sobre o livro: "[Uma] pesquisa lúcida e envolvente da física moderna e sua relação com a crença religiosa ... Barr produziu um impressionante tour de force ... [um] avanço científico e filosófico." 

## Conteúdo
O livro está dividido em cinco partes, abrangendo 26 capítulos. Os principais temas religiosos e filosóficos incluem o determinismo, a mente como máquina, o princípio antrópico e a teoria do big bang.  Sua tese principal é que a ciência e a religião só aparecem em conflito porque muitos têm "confundido a ciência com o materialismo filosófico".

## Avaliações
- James F. Salmon. Theological Studies March 2005 v66 i1 p207(3)
- Stephen P. Weldon. Isis, Dec 2004 v95 i4 p742(2)
- Alan G. Padgett. Theology Today July 2004 v61 i2 p229(4)
- Kirk Wegter-McNelly. The Journal of Religion April 2004 v84 i2 p302(2)
- Robin Collins, First Things: A Monthly Journal of Religion and Public Life Nov 2003 i137 p54(4)
- Ray Olson, Booklist, Oct 1, 2003 v100 i3 p285(1)
- Choice: Current Reviews for Academic Libraries, Oct 2003 v41 i2 p377
- The Christian Century Sept 6, 2003 v120 i18 p39(2)
- Catholic Library World Sept 2003 v74 p37
- Human Events June 2, 2003 v59 p16
- "Signposts of the Divine", Joshua Gilder, National Review April 21, 2003 v55 i7 pNA
- Augustine J. Curley, Library Journal, March 15, 2003 v128 i5 p88(1)
- Bryce Christensen. Booklist Feb 1, 2003 v99 i11 p959(1)